# Sphinx vittata
Sphinx vittata är en fjärilsart som beskrevs av Adolf G. Closs 1920. Sphinx vittata ingår i släktet Sphinx och familjen svärmare. Inga underarter finns listade i Catalogue of Life.